# Epidendrum oldemanii
Epidendrum oldemanii là một loài thực vật có hoa trong họ Lan. Loài này được Christenson mô tả khoa học đầu tiên năm 1994.